# گولتری (اکلاهما)
گولتری(به انگلیسی: Goltry) شهری در ایالت اکلاهما کشور ایالات متحده آمریکا است که جمعیت آن در سرشماری سال ۲۰۱۰ میلادی، ۲۴۹ نفر بوده‌است.